# Korisliiga miglior giovane
La Korisliiga miglior giovane è il premio conferito dalla Korisliiga al miglior giovane della stagione regolare.

## Vincitori
| Stagione  | Nazionalità   | Giocatore            | Squadra              |
| --------- | ------------- | -------------------- | -------------------- |
| 1987-1988 | Finlandia     | Petri Niiranen       | Forssan Koripojat    |
| 1988-1989 | Finlandia     | Martti Kuisma        | Helsingin NMKY       |
| 1989-1990 | Finlandia     | Aleksi Wuorenjuuri   | Espoon Honka         |
| 1990-1991 | non assegnato | non assegnato        | non assegnato        |
| 1991-1992 | Finlandia     | Jyri Lehtonen        | HoNsU                |
| 1992-1993 | Finlandia     | Peter Muhonen        | Espoon Honka         |
| 1993-1994 | Finlandia     | Mikko Sydänmaanlakka | Kouvot Kouvola       |
| 1994-1995 | Finlandia     | Hanno Möttölä        | Helsingin NMKY       |
| 1995-1996 | Finlandia     | Pasi Riihelä         | Nokia                |
| 1996-1997 | Finlandia     | Ilpo Jalonen         | Vilpas Vikings       |
| 1997-1998 | Finlandia     | Antti Nikkilä        | Pyrbasket            |
| 1998-1999 | Finlandia     | Tuukka Kotti         | Forssan Koripojat    |
| 1999-2000 | Finlandia     | Jarno Mäkelä         | Kouvot Kouvola       |
| 2000-2001 | Finlandia     | Kimmo Muurinen       | Pantterit            |
| 2001-2002 | Finlandia     | Jukka Kataja         | Forssan Koripojat    |
| 2002-2003 | Finlandia     | Olli Ahvenniemi      | Karkkilan Urheilijat |
| 2003-2004 | Finlandia     | Roni Leimu           | Porvoon Tarmo        |
| 2004-2005 | Finlandia     | Juha Sten            | Aura Turku           |
| 2005-2006 | Finlandia     | Vesa Mäkäläinen      | Namika Lahti         |
| 2006-2007 | Finlandia     | Petri Heinonen       | Tampereen Pyrintö    |
| 2007-2008 | Finlandia     | Jesse Niemi          | Tampereen Pyrintö    |
| 2008-2009 | Finlandia     | Antti Kanervo        | Kouvot Kouvola       |
| 2009-2010 | Finlandia     | Samuel Haanpää       | ToPo Helsinki        |
| 2010-2011 | Finlandia     | Cedric Latimer       | Namika Lahti         |
| 2011-2012 | Finlandia     | Alex Vaenerberg      | Vilpas Vikings       |
| 2012-2013 | Finlandia     | Jussi Turja          | Korikobrat           |
| 2013-2014 | Finlandia     | Anton Odabasi        | Tapiolan Honka       |
| 2014-2015 | Finlandia     | Marius van Andringa  | Joensuun Kataja      |
| 2015-2016 | Finlandia     | Joonas Cavén         | Tampereen Pyrintö    |
| 2016-2017 | Finlandia     | Aatu Kivimäki        | Vilpas Vikings       |
| 2017-2018 | Finlandia     | Topi Halme           | Espoo United         |
| 2018-2019 | Finlandia     | Trey Niemi           | Ura Basket           |
| 2019-2020 | Finlandia     | Shawn Hopkins        | BC Nokia             |